# Atletismo nos Jogos Pan-Americanos de 2019 - Salto triplo masculino
A competição do salto triplo masculino foi um dos eventos do atletismo nos Jogos Pan-Americanos de 2019, em Lima, no Peru. A prova foi realizada no dia 10 de agosto.

## Calendário
Horário local (UTC-5).
| Data         | Horário | Fase  |
| ------------ | ------- | ----- |
| 10 de agosto | 14:30   | Final |

## Medalhistas
| Ouro   | USA Omar Craddock |
| Prata  | CUB Jordan Díaz   |
| Bronze | CUB Andy Díaz     |

## Recordes
Recordes mundial e pan-americano antes da disputa dos Jogos Pan-Americanos de 2019.
| Tipo                             | Atleta                  | Marca   | Local            | Data                  |
| -------------------------------- | ----------------------- | ------- | ---------------- | --------------------- |
|                                  | Jonathan Edwards        | 18,29 m | Gotemburgo       | 7 de agosto de 1995   |
| Recorde dos Jogos Pan-Americanos | João Carlos de Oliveira | 17,89 m | Cidade do México | 15 de outubro de 1975 |

## Resultado final
Os resultados foram os seguintes:  
| Posição           | Atleta               | Nacionalidade      | #1    | #2    | #3    | #4    | #5    | #6    | Resultado | Notas                |
| ----------------- | -------------------- | ------------------ | ----- | ----- | ----- | ----- | ----- | ----- | --------- | -------------------- |
| Medalha de ouro   | Omar Craddock        | USA Estados Unidos | 17.13 | 17.19 | 16.98 | –     | 17.42 | x     | 17.42     |                      |
| Medalha de prata  | Jordan Díaz          | CUB Cuba           | 16.76 | 17.19 | 17.03 | 17.38 | x     | 17.18 | 17.38     | Recorde da temporada |
| Medalha de bronze | Andy Díaz            | CUB Cuba           | x     | 16.83 | x     | x     | 16.49 | x     | 16.83     |                      |
| 4                 | Almir dos Santos     | BRA Brasil         | 16.70 | 15.84 | x     | 16.48 | x     | 16.33 | 16.70     |                      |
| 5                 | Clive Pullen         | JAM Jamaica        | x     | 16.35 | 16.05 | 16.34 | x     | x     | 16.35     |                      |
| 6                 | Christopher Carter   | USA Estados Unidos | 16.21 | 16.29 | x     | 16.28 | 16.22 | x     | 16.29     |                      |
| 7                 | Leodan Torrealba     | VEN Venezuela      | 16.12 | x     | 16.27 | 15.91 | 15.74 | 15.97 | 16.27     | Recorde pessoal      |
| 8                 | Alexsandro Melo      | BRA Brasil         | 16.23 | x     | 14.78 | –     | –     | –     | 16.23     |                      |
| 9                 | Jordan Scott         | JAM Jamaica        | 15.93 | 15.82 | 16.13 |       |       |       | 16.13     |                      |
| 10                | Maximiliano Díaz     | ARG Argentina      | 15.97 | x     | x     |       |       |       | 15.97     |                      |
| 11                | Lanthone Collie      | BAH Bahamas        | x     | 15.68 | 15.78 |       |       |       | 15.78     |                      |
| 12                | Latario Collie-Minns | BAH Bahamas        | x     | –     | –     |       |       |       | NM        |                      |

Legenda
| Recorde mundial                  | Recorde mundial (World record)               |                       | Recorde africano                      | Recorde africano (African) |                                           | Q | Classificado por posição (Qualified) |
| Recorde dos Jogos Pan-Americanos | Recorde pan-americano (Pan-American record)  | Recorde da América    | Recorde da América (Americas)         | q                          | Classificado por melhor tempo (Qualified) |   |                                      |
| Melhor marca do ano              | Melhor marca do ano (World leading)          | Recorde asiático      | Recorde asiático (Asian)              | DNS                        | Não largou (Did not start)                |   |                                      |
| Recorde nacional                 | Recorde nacional (National record)           | Recorde europeu       | Recorde europeu (European)            | DNF                        | Não terminou (Did not finish)             |   |                                      |
| Recorde pessoal                  | Recorde pessoal do atleta (Personal best)    | Recorde da Oceania    | Recorde da Oceania (Oceania)          | DSQ / DQ                   | Desclassificado (Disqualified)            |   |                                      |
| Recorde da temporada             | Recorde da temporada do atleta (Season best) | Recorde sul-americano | Recorde sul-americano (South America) | NM                         | Sem marca (No mark)                       |   |                                      |